# بیماری کلیه پلی‌کیستیک
بیماری کلیه پلی کیستیک (به انگلیسی: Polycystic kidney disease) یا اختصاراً PKD یک بیماری مادرزادی کلیه است که در آن دو کلیه دارای کیست‌های متعدد هستند. 

## بیماریزایی
این بیماری ژنتیکی از شایع‌ترین بیماری‌های مادرزادی کلیه است (حدود دوازده و نیم میلیون بیمار در سراسر جهان) و دو گونه دارد نوع اتوزومال غالب (ADPKD) و نوع اتوزومال مغلوب (ARPKD)، که نوع اول شایع‌تر است. بیماری ADPKD می‌تواند در پی وقوع جهش در ژن‌های PKD-1 (کروموزوم 16)، PKD-2 (کروموزوم4 ) و یا احتمالاً PKD3 رخ دهد. 
در بیش از هشتاد درصد موارد کیست‌های متعدد مملو از مایع در هردو کلیه مشاهده می‌شوند ولی گاه کیست‌ها فقط در یک طرف وجود دارند. کیست‌ها می‌توانند در کبد و لوزالمعده و به ندرت قلب نیز مشاهده شوند.

## پیش آگهی و درمان
در نوع اتوزومال غالب هرچند تشکیل کیست‌ها از دوران جنینی آغاز می‌شود ولی تا جوانی اغلب بیماران بدون علامتند ؛ علائم بتدریج ظاهر می‌شوند مانند افزایش فشارخون، درد پهلو، توده شکمی (ناشی از بزرگ شدن کلیه)، تهوع، خستگی، عفونت‌های مکرر ادراری و هماچوری آشکار یا میکروسکوپیک که به درمان علامتی نیاز دارند. با این حال بیماری ماهیتی پیشرونده دارد و غالباً تا دهه چهارم یا پنجم زندگی منجر به بیماری کلیوی مرحله نهایی (End Stage Renal Disease = ESRD ) می‌شود.
تا قبل از بروز ESRD درمان علامتی است مانند وازوپرسین و Tolvaptan. پس از بروز نارسایی کلیه در مراحل انتهایی درمان دیالیز و پیوند کلیه است. ده درصد بیماران دیالیزی (مبتلایان به نارسایی کلیه) را این بیماران تشکیل می‌دهند. در این بیماران به دلیل بزرگی کلیه گاه قبل از پیوند کلیه نیاز به نفرکتومی است. درمان با سلول‌های بنیادی در مراحل تحقیقاتی است.
بیماری نوع مغلوب سیر سریع‌تری دارد و اغلب در نوزادی علائم بروز می‌کنند.